# Malsburg-Marzell
Malsburg-Marzell es un municipio situado en el distrito de Lörrach en Baden-Wurtemberg, Alemania. Está ubicado en el suroeste de la Selva Negra en el valle posterior del río Kander. Se extiende por un área de aproximadamente 2492 km² y cuenta con 1433 habitantes que viven en los barrios de Malsburg, Höfe, Marzell, Reha-Kliniken, Vogelbach, Kaltenbach, Lütschenbach y Käsacker. La elevación más alta es el Hochblauen con 1165 m.